# Compsoptera jourdanaria
Fidonie à festons
Espèce
Synonymes
- Geometra jourdanaria Serres, 1827[1]
- Ligia jourdanaria (Serres, 1827)[1]
- Prosopolopha jourdanaria (Serres, 1827)[1]

Compsoptera jourdanaria, qui a pour nom commun Fidonie à festons, est une espèce de lépidoptères de la famille des Geometridae.

## Description
L'envergure de l'imago papillon de nuit est de 28 à 36 millimètres. Le dessus de l'aile antérieure est brun clair à gris-brun dans la couleur de base, parfois saupoudré d'un faible rouge-brun. L'espèce typique a six marques blanches en forme de « U », qui partent de l'apex et s'agrandissent vers le milieu du bord intérieur. Parallèlement au bord avant, plusieurs traits blancs longitudinaux traversent également une petite tache discoïde noire. L'apex des ailes antérieures est pointu, surtout chez les papillons femelles. Leurs ailes sont également plus étroites que celles des mâles. Les ailes postérieures sont blanchâtres sans marques, seulement légèrement foncées sur le bord. Chez les femelles, elles brillent généralement d'un blanc soyeux. Les antennes des mâles sont peignées des deux côtés, celles des femelles sont filiformes.
Les chenilles sont de couleur brunâtre discrète et ressemblent à une branche sèche et cassée lorsqu'elles sont étirées.

## Liste des sous-espèces
Selon GBIF (28 avril 2023) :
- Compsoptera jourdanaria anargyra (Turati, 1913)
- Compsoptera jourdanaria jourdanaria (Serres, 1827)

## Répartition
Compsoptera jourdanaria est présent dans la péninsule ibérique, dans le sud-est de la France, en Corse ainsi qu'en Algérie et au Maroc. La sous-espèce Compsoptera jourdanaria anargyra est originaire de Sardaigne.
L'espèce préfère les steppes et la flore du climat méditerranéen.

## Comportement
Les papillons volent en une génération et se retrouvent en septembre et octobre. Au repos, ils sont assis avec des ailes bien ajustées, parfois légèrement croisées. Ils visitent des sources de lumière artificielle la nuit.
Les femelles pondent leurs œufs dans des trous de fines branches. Les chenilles vivent en mars et avril.

## Parasitologie
La chenille est un parasite des plantes Artemisia campestris glutinosa, Artemisia herba-alba, Dorycnium, Helianthemum hirtum, Nitrosalsola vermiculata, Santolina rosmarinifolia, Thymus lacaitae (uk).

## Systématique
Le nom valide complet (avec auteur) de ce taxon est Compsoptera jourdanaria (Serres, 1826).
L'espèce a été initialement classée dans le genre Geometra sous le protonyme Geometra jourdanaria Serres, 1826.
Compsoptera jourdanaria a pour synonymes :
- Compsoptera obscura Bethune-Baker, 1885
- Geometra jourdanaria Serres, 1826
- Ligia acutaria Herrich-Schäffer, 1852
- Ligia jourdanaria (Serres, 1827)
- Prosopolopha jourdanaria (Serres, 1827)